# Madeleine Arthur
Madeleine Arthur (* 10. März 1997 in Vancouver, British Columbia) ist eine kanadische Schauspielerin.

## Leben
Madeleine Arthur wuchs in Vancouver auf, lernte Geige und betrieb zunächst wettkampfmäßig Turnen, bevor sie sich dem Schauspiel zuwandte.
Episodenrollen hatte sie ab 2011 unter anderem in R. L. Stine’s The Haunting Hour, The Killing und Spooksville. 2014 spielte sie in Big Eyes von Tim Burton mit Amy Adams deren Filmtochter Jane. In der Thriller-Mystery-Serie The Family des Senders ABC war sie 2016 als junge Willa Warren zu sehen, während diese Rolle in höherem Alter von Alison Pill verkörpert wurde.
Im Liebesfilm To All the Boys I’ve Loved Before (2018) sowie in den Fortsetzungen To All the Boys: P.S. I Still Love You (2020) und To All the Boys: Always and Forever (2021) verkörperte sie die Rolle der Christine. 2019 war sie im Horrorfilm Die Farbe aus dem All mit Nicolas Cage und Joely Richardson als  Lavinia Gardner zu sehen. In der Anfang September 2022 auf Netflix veröffentlichten Mini-Serie Devil in Ohio mit Emily Deschanel übernahm sie die Rolle der Mae.
In den deutschsprachigen Fassungen wurde sie unter anderem von Liza Ohm (To All the Boys I've Loved Before, To All the Boys: P.S. I Still Love You, To All the Boys: Always and Forever), Marie Hinze (Die Farbe aus dem All), Soraya Richter (Big Eyes), Angelina Geisler (Snowpiercer), Amelie Plaas-Link (Legends of Tomorrow), Emilia Raschewski (The Family), Friedel Morgenstern (The Tomorrow People), Luisa Wietzorek (Supernatural) sowie von Sarah Kunze (Akte X – Die unheimlichen Fälle des FBI) synchronisiert.

## Filmografie (Auswahl)
- 2011: R. L. Stine’s The Haunting Hour – Dreamcatcher (Fernsehserie)
- 2013: The Killing – Reckoning (Fernsehserie)
- 2013: Spooksville – The No-Ones (Fernsehserie)
- 2014: The Tomorrow People (Fernsehserie, vier Episoden)
- 2014: Grace
- 2014: Big Eyes
- 2015: Supernatural – About a Boy (Fernsehserie)
- 2015: The Wolf Who Came to Dinner (Kurzfilm)
- 2015: Reluctant Witness (Fernsehfilm)
- 2016: The Family (Fernsehserie, zwölf Episoden)
- 2017: Echo and Solomon (Kurzfilm)
- 2018: Legends of Tomorrow – Ihr Auftritt, John Constantine! (Fernsehserie)
- 2018: Akte X – Die unheimlichen Fälle des FBI (The X-Files, Fernsehserie, zwei Episoden)
- 2018: The Magicians (Fernsehserie, fünf Episoden)
- 2018: To All the Boys I’ve Loved Before
- 2019: Enclosure
- 2019: Die Farbe aus dem All (Color Out of Space)
- 2020: To All the Boys: P.S. I Still Love You
- 2020: Lana Condor & Anthony De La Torre: Raining in London (Music Video)
- 2020: Snowpiercer (Fernsehserie, fünf Episoden)
- 2021: To All the Boys: Always and Forever
- 2021: Chad (Fernsehserie, zwei Episoden)
- 2021: Guilty Party (Fernsehserie, fünf Episoden)
- 2022: Devil in Ohio (Mini-Serie, acht Episoden)
- 2022: Blockbuster (Fernsehserie, zehn Episoden)
- 2023: 3 Bed, 2 Bath, 1 Ghost (Fernsehfilm)
- 2024: To Have and to Holiday (Fernsehfilm)